# Synne Skinnes Hansen
Synne Skinnes Hansen (Hvittingfoss, 1995. augusztus 12. –) norvég női válogatott labdarúgó. A svéd bajnokságban érdekelt Linköping középpályása.

## Pályafutása

### Klubcsapatokban
Az FK Eik Tønsberg együttesénél kezdte pályafutását. A 2012-es idényét az előző év bajnokánál, a Røa csapatánál folytatta, a bajnoki cím megvédése azonban nem sikerült és a következő két évben is csak a középmezőnyben foglaltak helyet a "Dinamit Lányok". 2015-ben harmadikként fejezték be az évadot, de csapata nem tudott feljebb jutni a tabellán és visszaestek a 2016-os évben is, így a 2014 óta egyeduralkodó Lillestrøm SK gárdájához távozott.
A sárga-feketéknél töltött három évében három bajnoki címet és két kupagyőzelmet szerzett csapatával.
A svéd Linköping 2020-ban szerződtette Hansent.

### A válogatottban
Első válogatott mérkőzését Kazahsztán ellen abszolválta 2016. szeptember 15-én. Részt vett a 2019-es világbajnokságon, ahol három találkozón kapott lehetőséget.

## Sikerei

### Klubcsapatokban
Norvég bajnok (3):
- Lillestrøm SK (3): 2017, 2018, 2019

 Norvég kupagyőztes (2):
- Lillestrøm SK (1): 2018, 2019

### A  válogatottban
Norvégia
- Algarve-kupa aranyérmes (1): 2019
- Algarve-kupa bronzérmes (1): 2020